# Sankalp Gupta
Sankalp Gupta (Nagpur, 18 agosto 2003) è uno scacchista indiano.
In dicembre 2021 è diventato il 71° Grande Maestro indiano.

## Principali risultati
- 2017 – in luglio è secondo a Delhi dietro a Arjun Erigaisi nel campionato del Commonwealth U14;[2]
- 2019 – in aprile è secondo nel Campionato asiatico rapid U16, svoltosi nello Sri Lanka;[3]
- 2020 – in dicembre è secondo a Tbilisi dietro a P. Iniyan nel campionato asiatico rapid online U18;[4]
- 2021 – in novembre vince l'open di Barberà del Vallès.[5]

Ha ottenuto il massimo rating FIDE in febbraio 2022, con 2536 punti Elo.